# Henry Bean
Henry Bean est un scénariste, réalisateur, producteur et acteur américain. Il écrit également des nouvelles.

## Filmographie

### En tant que scénariste
- 1990 : Affaires privées, avec Richard Gere (Internal Affairs)
- 1992 : Dernière Limite, avec Jeff Goldblum (Deep Cover)
- 1995 : Vénus rising (en), avec Jessica Alba
- 2001 : Danny Balint (The Believer)
- 2006 : Basic Instinct 2
- 2007 : Noise (en), avec Tim Robbins

### En tant qu'acteur
- 2001 : Danny Balint (The Believer)

### En tant que réalisateur
- 2001 : Danny Balint (The Believer)
- 2007 : Noise (en), avec Tim Robbins

### En tant que producteur
- 1992 : Dernière Limite, avec Jeff Goldblum (Deep Cover)
- 2007 : Noise (en), avec Tim Robbins

## Distinctions
- 2001 : Grand Prix du Jury au Festival de Sundance.